# جلم ماء كريسمس
جلم ماء كريسمس[بحاجة لمصدر] (الاسم العلمي: Puffinus nativitatis) هو نوع من فصيلة طيور بترل.[إخفاق التحقق]